# Teodor I Calliopas
Teodor I Calliopas (grec. Θεόδωρος Καλλιοπάς) – egzarcha Rawenny w latach 643–645 i 652–666.
O jego pierwszych rządach nic nie wiadomo. W 645 został zastąpiony przez Platona. Ponownie został egzarchą po obaleniu śmierci uzurpatora Olimpiosa. Teodor Kalliopas uwięził w 653 roku papieża Marcina I, wręczając jednocześnie 17 czerwca duchownym rzymskim cesarski rozkaz zarzucający Marcinowi bezprawne ogłoszenie się papieżem, składający go z urzędu i zarzucający zdradę stanu. 